# Guy de Tours
Pour les articles homonymes, voir Tours (homonymie).
Guy de Tours (né Michel Guy vers 1551 et mort vers 1611) est un poète français.

## Biographie
Avocat, ami de Pierre de Ronsard, il est l'auteur de poésies dans lesquelles il fait une place au lyrisme familier et à la nature.

## Publications
- Le Paradis d'amour. Les Mignardises amoureuses. Meslanges et épitaphes, avec préface et notes par Prosper Blanchemain (1876)
- Premières Œuvres et soupirs amoureux, avec préface et notes par Prosper Blanchemain (1878). Réédition : Slatkine, Genève, 1969.